# 박요셉 (기업인)
박요셉(Joseph Park, 1972년~)은 1997년 Kozmo.com을 설립한 미국의 투자가이다. 그는 다큐멘터리 영화 e-Dreams에서 소개되었다. 그는 아마존이 소유하고 2013년에 문을 닫은 에스크빌의 공동 창립자였으며, 2009년 6월 말에 그는 아마존을 떠났다.
2022년, 대한민국 기업인 삼성에서 근무하고 있다.